# Uwe Wegehaupt
Uwe Wegehaupt (* 31. Mai 1958 in Quakenbrück) ist ein deutscher Jurist. Er war von 2016 bis 2024 Präsident des Oberlandesgerichts Naumburg und ist seit 2022 Präsident des Landesverfassungsgerichts von Sachsen-Anhalt.

## Werdegang
Wegehaupt studierte von 1979 bis 1984 in Regensburg und Münster Rechtswissenschaften. Er legte 1984 sein erstes juristisches Staatsexamen in Hamm, 1987 das zweite Staatsexamen in Hannover ab. Von 1987 bis 1994 arbeitete er als Rechtsanwalt im Landgerichtsbezirk Oldenburg. 1994 folgte die Promotion und die Veröffentlichung seiner Dissertation unter dem Titel Wissenschaftsfreiheit im ausseruniversitären Arbeitsverhältnis. in Bremen und er wechselte als Richter auf Probe nach Sachsen-Anhalt.
1996 zum Richter am Amtsgericht ernannt, wurde er mit der Wahrnehmung der Aufgaben des Direktors des Amtsgerichts Zerbst betraut. Von Juli 1996 bis Juni 1997 folgte eine Abordnung an das Oberlandesgericht Naumburg. Danach ging er als Richter bis 1998 zurück an das Amtsgericht Zerbst, wo er wiederum mit den Aufgaben des amtierenden Direktors betraut wurde. Von 1999 bis 2006 arbeitete er als Richter am Oberlandesgericht Naumburg, unter anderem auch als Präsidialrichter. Vom 31. Mai 2006 bis 2015 war er Präsident des Amtsgerichts Magdeburg. Im April 2015 ging Wegehaupt als OLG-Vizepräsident nach Naumburg zurück. Am 29. Dezember 2016 wurde er zum Präsidenten des Oberlandesgerichts Naumburg ernannt. Wegehaupt trat als Oberlandesgerichtspräsident zum 1. April 2024 in den Ruhestand ein. Mit Wirkung zum gleichen Tag übernahm sein Nachfolger, Winfried Holthaus, die Leitung des Oberlandesgerichts. 
Wegehaupt ist Mitglied im Beirat der Stiftung Rechtsstaat Sachsen-Anhalt e.V.